# Fonda (Nueva York)
Fonda es una villa ubicada en el estado estadounidense de Nueva York. Es la sede del condado de Montgomery. Según el censo del año 2000 tenía una población de 810 habitantes y una densidad poblacional de 586,9 personas por km².

## Demografía
Según el censo del año 2000, los ingresos medios por hogar en la localidad eran de $28.021 y los ingresos medios por familia eran $35.714. Los hombres tenían unos ingresos medios de $28.333 frente a los $23.500 para las mujeres. La renta per cápita para la localidad era de $15.330. Alrededor del 6.7 % de las familias y del 11.7 % de la población estaban por debajo del umbral de pobreza.